# Autoportrait au jabot de dentelle
L'Autoportrait au jabot de dentelle ou M. Maurice Quentin Delatour peint par lui-même est un pastel sur papier du peintre Maurice-Quentin de La Tour réalisé en 1751, conservé à Amiens au musée de Picardie.

## Historique
Au XVIIIe siècle, le pastel connut son âge d'or, Maurice-Quentin de La Tour en fut un des maîtres incontesté, surnommé le « prince des pastellistes », qui mit au point une méthode de fixation du pastel. C'est dans réalisation de portraits qu'il excella. En 1751, lors de la réalisation de cet autoportrait, il était au sommet de son art.
Une  réplique de cette œuvre au cadrage plus resserré est conservée à Paris au musée Cognacq-Jay. Une seconde réplique du pastel d'Amiens, datée de 1764, est conservée à Pasadena (Californie), au Norton Simon Museum.

## Caractéristiques
Le sujet représenté de trois-quarts est bien placé dans la lumière, le coin des lèvres relevé pour évoquer un sourire. La pose décontractée du sujet, son sourire courtois, son regard tourné vers le spectateur qui peut paraître sarcastique et hautain semble impénétrable. Les couleurs sont légères et froides, les tons bleus dominent l'œuvre qui enferme le sujet dans un monde hermétique.